# Slaget ved Kasserinepasset
Slaget ved Kasserinepasset var et slag som fandt sted i februar 1943 under Felttoget i Tunesien i 2. verdenskrig. Det bestod af en en række kampe omkring Kasserinepasset, en 3 km bred passage i Store Dorsal kæden i Atlasbjergene i den vestlige del af det centrale Tunesien. Det involverede aksestyrker under kommando af feltmarskal Erwin Rommel var primært fra Afrika Korpset, elementer af den italienske Centauro pansrede division og to panserdivisioner fra 5. panserarmé. De allierede styrker var fra det amerikanske 2. korps under generalmajor Lloyd Fredendall og den britiske 6. pansrede division under generalmajor Charles Keightley, som var en del af den 1. britiske armé under generalløjtnant Kenneth Anderson.
Slaget var det første store sammenstød mellem amerikanske og tyske styrker under 2. verdenskrig og de uprøvede og dårligt ledede amerikanske tropper led store tab og blev trængt over 80 km tilbage fra deres udgangspunkt vest for Faid passet i løbet af slagets første dage. Trods de indledende nederlag lykkedes det at få samling elementer af 2. korps og med forstærkninger af britiske reserver lykkedes det dem at holde de vestlige udgange af passene og stoppe aksestyrkernes offensive planer. Efterfølgende gennemførte den amerikanske hær en række grundlæggende ændringer i enhedernes organisation og ledere blev udskiftet. Da de samme styrker mødtes - i nogle tilfælde blot uger senere - var de amerikanske styrker væsentlig mere effektive.

## Baggrund
Amerikanske og britiske styrker gik i land flere steder på kysten af Fransk Marokko og Algeriet den 8. november 1942 under Operation Torch. Dette skete kort tid efter at general Bernard Montgomery's fremstød i øst efter det andet slag om el-Alamein. Tyskerne og italienerne reagerede ved at lade tropper fra Sicilien besætte Tunesien, et af de de få områder, som var let at forsvare i Nordafrika, og kun en nats sejlads fra baser på Sicilien. Denne korte afstand gjorde det meget svært for de allierede flådestyrker at opsnappe aksemagternes skibe og det samme gjaldt fly, da den nærmeste allierede flybase på Malta lå over 300 km væk. Da de allierede fortsatte med at opbygge deres styrke i kølvandet på operation Torch blev der flere fly til rådighed og nye flyvepladser i det østlige Algeriet og Tunesien blev taget i brug, hvilket gav bedre resultater med at stoppe strømmen af soldater og udstyr til Tunis og Bizerta; men nu var der allerede kommet betydelige styrker i land.
Der blev gjort et forsøg på at afskære Tunesien i november og december 1942 inden de tyske tropper ankom i stort tal, men på grund af de dårlige veje og jernbaner kunne det kun lade sig gøre at forsyne en allieret styrke på størrelse med en division og fremragende defensivt terræn gjorde det muligt for de relativt små tyske og italienske styrker at holde stand.
Den 23. januar 1943 erobrede Montgomerys 8. armé Tripoli, og afskar dermed Rommels vigtigste forsyningsbase. Rommel havde taget højde for denne mulighed og hentede nu sine forsyninger i Tunis og ville afskære den sydlige adgangsvej til Tunesien ved at bemande den omfattende forsvarslinje Mareth-linjen, som franskmændene havde bygget for at afværge et italiensk angreb fra Libyen. Med fronten forankret i Atlasbjergene mod vest og Sidrabugten mod øst ventede Rommel at selv mindre tysk/italienske styrker kunne holde Montgomerys styrker tilbage.
Denne plan blev forpurret ved at allierede tropper allerede havde krydset Atlasbjergene og opbygget en fremskudt operationsbase ved Faïd i forbjergene på bjergkædens østlige arm. Dette placerede dem i en fremragende position til at stød østpå til kysten og afskære Rommels styrker i det sydlige Tunesien fra styrkerne længere nordpå og samtidig afskære forsyningerne fra Tunis.

### Faïd
Dele af Hans-Jürgen von Arnim's 5. panserarmé nåede frem til de allierede stillinger på de østlige forbjerge af Atlasbjergene den 30. januar. Den 21. tyske panserdivision stødte på franske tropper ved Faïd og trods fremragende indsats af de franske 75 mm kanoner, som til tider forårsagede store tab blandt det tyske infanteri, , blev forsvarerne hurtigt trængt tilbage. Amerikansk artilleri og kampvogne fra 1. pansrede division trådte herefter ind i kampen, ødelagde nogle af de fjendtlige kampvogne og tvang resten til noget der lignede et fuldstændigt tilbagetog.
I virkeligheden var de amerikanske styrker blevet ofre for en gammel tysk taktik, som tidligere havde været anvendt med stor succes mod britiske styrker. De tyske kampvognes tilbagetrækning var en finte, og når de tyske kampvogne nåede tilbage til deres gamle stillinger, med amerikanske kampvogne i hælene, åbnede tyske panserværnskanoner ild og ødelagde næsten alle de amerikanske kampvogne. En amerikansk fremskudt artilleriobservatør, hvis radio og telefonforbindelser var blevet afbrudt af granatild beskrev det således: "Det var mord. De rullede lige ind i de slørede 88 mm kanoners skudfelt, og jeg kunne bare stå og se til mens kampvogn efter kampvogn brød i flammer eller bare stoppede ødelagte. De bagved prøvede at vende om, men 88 mm kanonerne forekom at være overalt." Da de nu ikke stod overfor kampvogne genoptog 21. panserdivision sin fremrykning mod Faïd. Under den tyske fremrykning blev de amerikanske infanteritab forøget af den amerikanske vane med at grave lave skyttegrave i stedet for mandehuller, idet de tyske kampvogne let kunne knuse en soldat i en skyttegrav bare ved at køre ned i den og samtidig dreje.
Den amerikanske 1. pansrede division gjorde flere forsøg på at standse deres fremrykning, men alle dens tre kampgrupper blev udsat for traditionel lynkrigs taktik. Hver gang de fik ordre til at forsvare en stilling, viste det sig, at den allerede var løbet over ende, og de led store tab under de tyske angrebs. Efter tre dages kampe blev det 2. amerikanske korps tvunget til at trække sig tilbage ind i forbjergene.
Hovedparten af Tunesien faldt i tyske hænder og alle adgangsveje til lavlandet ved kysten blev blokeret. De allerede kontrollerede fortsat det indre af det omtrent trekantede Atlas område, men dette lod ikke til at give Rommel store bekymringer, da udgangene mod øst alle var blokeret. I de følgende to uger diskuterede Rommel og aksemagternes hærchefer mod nord hvad de så skulle gøre. I betragtning af hans senere handlinger kan denne pause have kostet dyrt.

### Sidi Bou Zid
Rommel anså ikke den 8. arme for at udgøre en alvorlig trussel lige med det samme. Indtil den ødelagte havn i Tripoli blev genåbnet kunne Montgomery kun holde en lille styrke forsynet i det sydlige Tunesien (Tripoli var først helt klar i slutningen af februar, selv om skibe begyndte at losse der allerede den 9. februar). Rommel besluttede at der var tid til at forbedre hans forsyningssituation og yderligere undergrave den allierede trussel mod han flanke og foreslog i starten af februar overkommandoen i Rom - Comando Supremo - at angribe i retning af to amerikanske forsyningsbaser lige vest for den vestlige kæde af bjerge i Algeriet. Selv om han ikke havde den store interesse i at erobre bjergsletterne kunne et hurtigt fremstød føre til erobring af forsyningerne og desuden forstyrre ethvert amerikansk forsøg på at koncentrere styrker i området ved Tebessa. Planen omfattede to kampgrupper som bl.a. skulle indeholde enheder fra von Arnims 5. panserarmé. Von Arnim, som havde et anstrengt forhold til Rommel, opponerede kraftigt mod planen, og det tog en uge inden den italienske overkommando havde fundet en kompromisplan, som man kunne enes om. Angrebet skulle indledes med et fremstød fra 6. panserarmé gennem det amerikanske kommunikations- og forsyningssted ved Sidi Bou Zid (operation Frühlingswind) mens Rommels styrker, som lå 100 km mod sydvest skulle Gafsa og rykke frem mod Tozeur i operation Morgenluft.
Den 14. februar angreb 10. og 21. panserdivision Sidi Bou Zid, omkring 16 km vest for Faïd på Atlasbjergenes bjergslette. Slaget varede en dag, men de amerikanske kampvognsstyrker var underlegne og infanteriet, som var dårligt placeret på tre bakker og ikke kunne give hinanden gensidig støtte, blev isoleret. Ved dagens slutning var 5. panserarmé i besiddelse af slagmarken. Et modangreb den følgende dag blev let afvist, og den 16. februar fortsatte tyskerne fremrykningen mod Sbeitla.

### Allieret tilbagetrækning til vestlige Dorsal
Da han så successen ved Sidi Bou Zid beordrede Rommel Afrikakorpsets kampgruppe til at angribe Gafsa den 15. februar. Men om natten mellem den 14. og 15. februar evakuerede forsvarerne Gafsa og adlød dermed Andersons ordre om at hovedforsvarslinjen skulle ligge i bakkerne omkring Feriana og at Gafsa ikke skulle forsvares mod et stort angreb.
Da han var opmærksom på truslen mod hans sydlige flanke fik Anderson Eisenhowers godkendelse og beordrede den 16. februar en fuldstændig tilbagetrækning fra den østlige Dorsal til linjen ved den vestlige Dorsal fra Feriana og nordpå. Tidligt den 17. februar indhentede Fredendall Andersons tilladelse til en yderligere tilbagetrækning fra Sbeitla og Feriana. 2. amerikanske korps kunne nu koncentrere deres forsvarsindsat om de Kasserine og Sbiba passene i den vestlige del af bjergene, som var lettere at forsvare. På dette tidspunkt havde de amerikanske styrker mistet 2.546 mand, 103 kampvogne, 280 køretøjer, 18 kanoner, 3 panserværnskanoner og et komplet antiluftskytsbatteri.

## Aksemagternes plan
På dette tidspunkt var der nogen uenighed på Aksemagternes side om hvad man skulle gøre herefter. Hele Tunesien var under Aksemagternes kontrol, og der var ikke meget at lave indtil 8. armé nåede frem til Marethn. Rommel besluttede, at hans næste skridt skulle være et angreb gennem Kasserinepasset ind i det amerikanske 2. korps' hovedstyrke ved Tébessa. På denne måde kunne han skaffe sig vitale forsyninger fra amerikanske lagre på den algierske side af den vestlige bjergkæde, eliminere de allieredes evne til at angribe kystkorridoren mellem Mareth og Tunis og samtidig true 1. britiske armés sydlige flanke. Den 18. februar indleverede Rommel sine planer til Albert Kesselring, som videresendte dem med sin anbefaling til Comando Supremo (den italienske overkommando) i Rom.
Kl. 13.30 den 19. februar fik Rommel Comando Supremo's godkendelse af en revideret plan. Han skulle have 10. og 21. panserdivision overført fra von Arnims 5. panserarmé til sin kommando og angribe gennem Kasserine og Sbiba passene i retning af Thala og Le Kef i nord, rydde den vestlige Dorsal og true 1. britiske armés flanke. Rommel var rystet. Denne plan reducerede koncentrationen af hans styrker, og ville, når han først var gennem passene, i alvorlig grad gøre hans flanker sårbare. Et koncentreret angreb mod Tébessa, ville, selv om det indeholdt et element af risiko, kunne give hårdt tiltrængte forsyninger, ødelægge de allieredes muligheder for operationer ind i det centrale Tunesien og muligvis give Luftwaffe en fremskudt base i form af en flyveplads ved Youks-les-Bains vest for Tébessa.

## Slaget
Tidligt om morgenen den 19. februar beordrede Rommel Afrika Korpsets angrebsgruppe i Feriana til at angribe Kasserinepasset. 21. panserdivision ved Sbeitla fik ordre til at angribe mod nord gennem passet øst for Kasserine, som førte til Sbiba og Ksour. Kampfgruppe von Broich, den angrebsgruppe, som var afgivet af von Arnim fra 10. panserdivision fik ordre til at samlede sig ved Sbeitla og være klar til at udnytte en sejr i hvilken som helst af passene.

### Sbiba
I Sbiba området stod størstedelen 6. britiske pansrede division (bortset fra 26. pansrede brigade som bortset fra kampvognene i 16/5. Lancers var blevet sendt til Thala) overfor det pansrede tyske fremstød sammen med 18. regiments kampgruppe fra 1. amerikanske infanteridivision og tre bataljoner infanteri fra 34. amerikanske infanteridivision. Der var også 3 amerikanske bataljoner feltartilleri, dele af to britiske panserværnsregimenter og nogle franske enheder. 21. panserdivision kom ikke langt overfor den samlede ildkraft fra de forsvarende styrker, som også havde udlagt minefelter. 21. panserdivision blev stoppet og derpå drevet tilbage frem til den 20. februar.

### Kasserine
Selve passet blev forsvaret af en amerikansk styrke bestående af 1. bataljon af 26. infanteriregiment, 19. kampingeniørregiment, 6. feltartilleri bataljon og en panserværnsbataljon samt et fransk artilleribatteri. På bakkerne vest herfor lå den franske general Welverts Task Force Welvert, som bestod af en amerikansk ranger bataljon og en infanteribataljon, tre franske infanteribataljoner, to amerikanske artilleri bataljoner, 4 franske artilleribatterier og ingeniør og antiluftskytsenheder. Længst mod vest på Task Force Bowen (3. bataljon af 26. amerikanske regiment kampgruppe), som blokerede stien fra Feriana mod Tebessa. Mellem Task Force Bown og Tebessa mod nord lå den 1. amerikanske pansrede division, som var under omgruppering og kun Combat Command B var klar til kamp. Stillingerne i passet var sat under kommando af oberst Alexander Stark, chef for 26. regiments kampgruppe, om natten den 18. februar og styrken fik navnet Stark Force.
Et indledende forsøg på at overraske forsvarerne i Kasserinepasset ved hurtigt at rykke 33. rekognosceringsenhed ind i passet slog fejl og en bataljon pansergrenaderer blev beordret ind i bundet af passet og en anden mod Djebel Semmama, bakken på dens østlige flanke. Man kom kun langsomt frem mod defensiv artilleribeskydning og kampvognene fra 1/8. panserregiment blev indsat ved middagstid, men man kom ikke meget længere mod et hårdnakket forsvar. Frustreret af manglen på fremdrift besluttede Rommet at indsætte sine enheder fra 10. panserdivision i Kasserinepasset sammen med Afrika Korpsets angrebsgruppe, som blev forstærket med elementer af den italienske 131. pansrede division Centauro. I mellemtiden ankom der allierede forstærkninger i form af den 6. britiske pansrede divisions 26. pansrede brigade begyndte at ankomme til Thala. Brigadens chef, brigadegeneral Dunphie, som foretog en fremskudt rekognoscering, besluttede at gribe ind, men 1. britiske armé indskrænkede ham til at sende en lille blandet styrke bestående af et kompagni infanteri, en eskadron med 11 kampvogne, et artilleribatteri samt en panserværnstrop ("Gore Force"). En yderligere organisatorisk ændring blev gennemført da brigadegeneral Cameron Nicholson fra den 6. britiske pansrede division fik kommandoen over alle enheder nordvest for passet under navnet "Nickforce".
I løbet af natten blev de amerikanske stillinger på de to skråninger ned mod passet løbet over ende og kl. 8.30 genoptog de tyske pansergrenaderer og den italienske Bersagliere division angrebet. Kl. 10 vurderede Dunphie, at Stark Force var på nippet til at give efter under presset og beordrede Gore Force til at rykke frem til Thalia siden af passet. Kl. 13 indsatte Rommel to bataljoner fra 10. panserdivision og det samlede pres brød gennem forsvarsstillingerne. De overlevende amerikanere foretog en uorganiseret tilbagetrækning fra passet til Djebel el Hamra hvor 1. pansrede divisions Combat Command B var ved at ankomme. Rommel havde særligt rosende ord om Centauro divisionens 7. Bersaglieri regiment, som angreb ihærdigt og hvis ledende officer, oberst Luigi Bonfatti, blev dræbt under angrebet. Ved udgangen af passet mod Thala rykkede Gore Force langsomt og trinvis tilbage og mistede i den forbindelse alle sine kampvogne inden det sluttede sig til 26. pansrede brigade omkring 16 km længere tilbage. Ved slutningen af den 20. februar stod aksestyrkerne parat til at stød frem mod våde Tebessa og Thala og begge sider standsede nu op for at lægge planer for den kommende dag.

### Djebel el Hamra
Afrika Korpsets angrebsgruppe begyndte at rykke langs Hatab floddalen mod Haidra og Tebessa tidligt på eftermiddagen den 21. februar og rykkede frem indtil de mødte modstand i form af 1. amerikanske infanteridivisions 16. infanteriregiment og Combat Command B fra den amerikanske 1. pansrede division ved Djebel el Hamra. Den tysk-italienske styrke blev stoppet og trods kraftigt pres, herunder luftangreb, lykkedes det ikke at trænge amerikanerne ud af deres stillinger. . Efter at have bragt aksestyrkernes fremstod til standsning vendte generalerne Robinett og Allen deres opmærksomhed mod at planlæggede et modangreb, som skulle finde sted den følgende dag, 22. februar. Begge siders planer blev forstyrret af det igangværende slag og aksestyrkerne indledte et nyt angreb på den amerikanske stilling om morgenen den 22. Selv om de amerikanske forsvarere kom under hårdt pres, holdt linjen og midt på eftermiddagen indledte amerikanske kampvogne og infanteri et modangreb, som sendte den tysk-italienske styrke på tilbagetog. Der blev taget mere end 400 tyske og italienske tropper til fange da modangrebet trængte ind i Afrika Korpsets stilling.

### Thala
Rommel havde været ved hovedstyrken af 10. panserdivision undervejs mod Thala hvor den britiske 26. pansrede brigade og resterne af det 26. amerikanske infanteriregiment var gået i stilling langs en række højderykker som førte til Thala. I løbet af den 21. februar fortsatte 10. panserdivision med at presse nordpå til byen Thala. Hvis byen faldt og den tyske division besluttede at fortsætte mod den sydligste af de to veje fra Thala til Tebessa ville den 9. amerikanske infanteridivision mod nord blive afskåret fra forsyninger og Combat Command B fra 1. pansrede division ville blive fanget mellem 10. panserdivision og dens støtteenheder på vej nordpå langs den anden vej til Tebessa. Den kombinerede styrke udkæmpede en henholdende kamp foran Thala og trak sig tilbage højderyg efter højderyg mod nord, indtil den anslagne britisk-amerikanske styrke stoppede de tyske angreb lige syd for selve byen.
Hele den 9. amerikanske infanteridivisions divisionsartilleri - 48 kanoner i alt - foruden et antal 37 mm panserværns kanoner, var var taget fra deres stillinger 1.300 km borte i det vestlige Marokko den 17. februar, gik i stilling i løbet af natten, og da slaget fortsatte den følgende dag var forsvaret meget stærkere. Frontlinjen blev fortrinsvis holdt af britisk infanteri med usædvanlig stærk opbakning fra amerikansk og britisk artilleri, som var samlet til en fælles enhed under det amerikanske artilleris chef, brigadegeneral Stafford LeRoy Irwin. Da chefen for 1. armé, generalløjtnant Kenneth Anderson beordrede 9. og dets tilhørende artilleristøtte til Le Kef for at imødegå et forventet tysk angreb, omgjorde den amerikanske generalmajor Ernest N. Harmon (som var udsendt af Eisenhower for at observere og rapportere om slagets udvikling og den allierede ledelse af det) ordren delvis ved at beordre 9. infanteridivisions artilleri til at blive hvor det var. Om morgenen den 22. forhindrede et intensivt artilleribombardement fra de sammentrukne allierede kanoner den planlagte fortsættelse af den 10. panserdivisions angreb idet kampvogne og køretøjer samt kommunikationsforbindelser blev ødelagt. Von Broich, den tyske kampgruppes chef, besluttede med Rommels accept at gøre holdt og omgruppere, og overlod således initiativet til de allierede, mens allierede forstærkninger fortsatte med at ankomme. Under konstant beskydning måtte 10. panserdivision vente med at trække sig tilbage fra området indtil mørket faldt på.

### Tilbagetrækning
Med for lange forsyningslinjer og svindende forsyninger, fikseret af allieret artilleri i passet foran Thala og udsat for amerikanske modangreb langs Hatab floden erkendte Rommel, at hans angreb var blevet stoppet. Ved Sbiba, langs Hatab floden og nu ved Thala var de tyske og italienske styrkers forsøg på at opnå et afgørende gennembrud slået fejl. Da der ikke var gode udsigter til yderligere sejre, vurderede Rommel at det ville være klogere at afbryde slaget, koncentrere styrkerne i det sydlige Tunesien og rette et stød mod 8. armé mens den stadig var i gang med at samle sine styrker. Han kunne i det mindste glæde sig over at have tilføjet sine fjender store tab og at de allierede troppekoncentrationer i Gafsa - Sbeitla området var blevet knust. På et møde i Rommels hovedkvarter i Kasserine den 23. februar forsøgte Albert Kesselring og hans stabschef Siegfried Westphal at få Rommel til at skifte mening, idet de argumenterede for at der stadig var succesmuligheder; men Rommel stod fast. Til sidst gav Kesselring efter og der blev udstedt formelle ordrer fra Comando Supremo i Rom samme aften, som afblæste offensiven og gav alle aksemagternes enheder ordrer til at vende tilbage til deres udgangsstillinger. Den 23. februar fik et massivt amerikansk luftangreb på passet fremskyndet den tyske tilbagetrækning og sent den 24. februar var passet generobret og Feriana var på allierede hænder. Snart efter fulgte Sidi Bou Zid og Sbeitla.

## Tysk analyse
Efter slaget studerede begge sider udfaldet. Rommel havde håbet på at drage nytte af de nye allierede hærchefers manglende erfaring, men blev ikke støttet af von Armin, som ikke forstod hensigten med Rommels offensiv. Von Arnim, som ønskede at spare på styrkerne, så de kunne indsættes på hans egen front, valgte at ignorere Kesselrings ordrer og beholdt 10. panserdivisions tunge panserenhed i stedet for at overlade den til Rommel. I forhold til sine modstandere syntes Rommel at de fleste amerikanske enheder, og ikke mindst deres chefer, reagerede på en måde, som afspejlede deres manglende kamperfaring, nemlig at da de blev sat under pres koncentrerede de sig om hvad der foregik lige foran den og glemte at se begivenhederne i et bredere perspektiv. Han kunne imidlertid ikke udnyttede dette, da han ikke fik de fornødne støtter til rådighed og den manøvrefrihed som hans plan krævede, så muligheden gik tabt. Han roste nogle få amerikanske enheder, såsom 13. pansrede regiment i Orlando Ward's 1. pansrede division. Han betegnede denne enheds forsvar af Sbeitla som "klogt og vel udkæmpet".Rommel blev senere imponeret af hvor hurtigt de amerikanske ledere kom til at forstå og implementere mobil krigsførelse. Hvad angik materiel havde Rommel ros til overs for amerikansk udstyr: "Britisk erfaring er blev udnyttet godt i amerikansk udstyr". Af særlig interesse for tyskerne var den robust udformede M3 halvbæltekøretøj. I nogen tid efter slaget anvendte tyske enheder erobrede amerikanske køretøjer i stort antal.

## Allieret analyse

### Træning og taktiske fejltagelser
De allierede studerede kampene lige så omhyggeligt. Placeret af hærførere, som ikke selv havde rekognosceret området, var de amerikanske styrker ofte placeret for langt fra hinanden til at kunne give gensidig støtte. Det blev også bemærket, at amerikanske soldater blev uforsigtige med hensyn til at grave sig ned så de afslørede deres stillinger, klumpede sig sammen i grupper når de kunne ses af fjendtlige artilleriobservatører og placerede enheder på højdepunkter i terrænet, hvor deres silhuetter gjorde dem til perfekte mål. For mange soldater, som kæmpede med den stenede jord i Tunesien, gravede stadig lave skyttegrave i stedet for dybe skyttehuller. 1. pansrede division havde tilsyneladende ikke lært af de erfaringer, som de britiske styrker havde draget ved at være udsat på tysk panserværns- og afskærmningstaktik, mens andre i den amerikanske hær godt var klar over vildledningen. De allierede havde også tilladt tyskerne af beholde luftherredømmet over slagmarken, hvilket i vidt omfang forhindrede effektiv allieret luftrekognoscering og tillod uhæmmede tyske bombeangreb og beskydninger, som forstyrrede allierede forsøg på at organisere og indsætte tropper. Angreb fra Luftwaffe som nærstøtte til tyske offensiver på landjorden neutraliserede ofte amerikanske forsøg på at organisere effektiv defensiv artilleristøtte.

### Allierede hærchefers fejltagelser
General Dwight D. Eisenhower begyndte at omstrukturere den allierede hærledelse og etablerede et nyt hovedkvarter (18. armégruppe, under general Sir Harold Alexander), for at stramme den operationelle styring af de tre involverede allierede landes korps og arméer og styrke ders koordination (da der havde været betydelige gnidninger under den forløbne måneds operationer).
Vigtigst af alt for de amerikanske hærstyrker blev chefen for 2. korps — Lloyd Fredendall— fjernet af general Eisenhower og sendt afsted for at lede en træningslejr i resten af krigen. Den udbredte praksis med at overføre hærledere, som havde fejlet i kamp, til træningsopgaver i hjemlandet gjorde imidlertid intet for at de pågældendes ry eller moral. I stedet for at få en kompetent leder skulle disse enheder nu løse den vanskelige opgave med at få en ydmyget leder til at tage teten og gennemføre radikale forbedringer af de eksisterende træningsprogrammer - programmer, som i lighed med Fredendall selv, havde bidraget til de pinlige amerikanske tilbageslag i Nordafrika.
Eisenhower fik gennem generalmajor Omar N. Bradley og andre vished for at Fredendall underordnede ikke havde tillid til ham som hærfører. Den britiske general Harold Alexander sagde diplomatisk til højtstående amerikanske officerer at: "Jeg er sikker på at I har bedre folk end ham".
Mens Fredendall fik hovedparten af skylden måtte Kenneth Anderson — som overordnet leder af de britiske, franske og amerikanske styrker - tage en del af skylden for ikke at koncentrere de allieredes pansrede enheder og integrere styrker, som generalerne Harmon, Ward og Alexander bemærkede var blevet til en række tilfældige og usammenhængende enheder og kommandør. Da Fredendall fralagde sig ethvert ansvar for det dårligt udstyrede franske 19. korps og afslog franske anmodninger om støtte, ikke mindst da det var under pres ved Faïd, tillod Anderson at anmodningerne ikke blev opfyldt. Anderson fik også kritik for at trække på en af de tre kampgrupper i 1. pansrede division til en uafhængig opgave (trods ihærdige indsigelser fra dens chef, Orlando Ward ) og derigennem forringe divisionens mulige kampkraft.

### Nyt lederskab
Den 6. marts blev generalmajor George S. Patton fjernet fra sin opgave med at planlægge den allierede invasion på Sicilien og indsat som chef for 2. korps med udtrykkelig ordre til at forbedre dets præstationer. Han arbejdede normalt direkte med Andersons overordnede, general Harold Alexander. Bradley blev udpeget til stedfortrædende korpschef og overtog 2. korps, da Patton vendte tilbage til opgaven med at planlægge invasionen af Sicilien. Fredendall blev sendt tilbage til USA og adskillige andre højtstående officerer blev fjernet eller forfremmet væk. I modsætning til Fredendall var Patton en meget direkte involveret general, som ikke var kendt for at tøve og han ventede ikke på at få tilladelse til at handle til støtte for sine enheder eller til at støtte andre enheder, som bad om støtte.
Stafford LeRoy Irwin — som så effektivt havde ledet 9. divisions artilleri ved Kasserine — blev en succesfuld divisionschef og fik senere en højere post i lighed med Cameron Nicholson fra Nickforce. Ledere fik større råderum til at bruge eget initiativ til at holde samling på deres styrker og træffe her-og-nu beslutninger uden først at indhente tilladelse ovenfra. De blev også tilskyndet til at lede deres enheder fra fronten og have fremskudte kommandoposter (Fredendall havde bygget et omfattende bunkerkompleks til sit hovedkvarter 110 km bag fronten, og besøgte kun sjældent fronten. 1. pansrede divisions Orlando Ward — som var blevet stadig mere forsigtig efter Kasserine — blev med tiden erstattet med general Harmon af Patton.

### Ændringer i doktrin og taktik
Der blev gjort en indsats for at forbedre mulighederne for at tilkalde massiv artilleristøtte og luftstøtte, som hidtil havde været vanskelig at koordinere. Mens der skete en dramatisk forbedring af artilleristøtten måtte man vente til invasionen i Normandiet før problemet med nærstøtte fra luften blev løst. Man begyndte også på at lave gennemgribende ændringer i den amerikanske luftforsvarsdoktrin. Man havde lært, at mens Stuka styrtbombefly var sårbare overfor beskydning fra tunge maskingeværer havde mobile enheder og især feltartilleri behov for beskyttelse mod luftangreb. I en division var 95% af luftangrebene koncentreret om dens artillerienheder.
Der blev også lagt vægt på at holde enheder samlet i stedet for at give dele af hver division særskilte opgave, således som Fredendall havde gjort. 2. korps begyndte straks at indsætte sine divisioner som sammenhængende enheder i stedet for sende mindre enheder ud på særskilte opgaver. Da de senere ankom til Sicilien var deres styrker betydeligt stærkere.

### Fodnoter
1. ↑  Dårligt udstyret og forsynet med let artilleri og granater fra 1. verdenskrig, herunder forældede shrapnel granater, var franskmændene alligevel dygtige artillerister og overdængede af og til tyske patruljer og infanteri med granater, når de forsøgte at trænge gennem de snævre pas.[7]
2. ↑  von Arnim fik besked på at afgive hele divisionen, men frigav kontroversielt kun en kampgruppe under Felix von Broich og beholdt resten af divisionen, herunder dens Tiger kampvognsenhed til sine egne operationer[17]
3. ↑  Der var også 36 britiske artilleripiecer.[31] Der var også støtte fra Derbyshire Yeomanry og 17./21. Lancers (henholdsvis et rekognoscerings- og et pansret regimant)
4. ↑  Harmon rapporterede, at Ward var edderspændt rasende på Anderson for at sprede hans division og på Fredendall for at tillade at Anderson slap afsted med det.[44]
5. ↑  Under fremrykningen fra Gafsa havde general Alexander udstedt detaljerede ordrer til Patton og efterfølgende ændret 2. korps mission adskillige gange. En gang efter Maknassy gav Alexander igen ordrer, som Patton anså for at være for detaljerede. Herefter ignorerede Patton ganske enkelt de dele af sine ordrer, som han anså for uigennemtænkte set i forhold til hvad der var mest effektivt eller i forhold til taktisk situation under hastig ændring.[49]

## Eksterne kilder
- Facing The Fox In The Kasserine Pass
- Artikel i Leaders & Battles Database Arkiveret 10. september 2003 hos  Wayback Machine
- Kasserine Pass Battles: Staff Rides Background Materials Arkiveret 29. oktober 2010 hos  Wayback Machine - samling af primære kilder og analyser af slaget indsamlet af United States Army Center of Military History
- "Battle for Kasserine Pass: 1st Armored Division Were Ambushed by the Afrika Corps at Sidi Bou Zid". World War II Magazine. Weider History Group (September 2002). Hentet 12. februar 2012.

35°15′35″N 8°44′33″Ø / 35.2596°N 8.7424°Ø